# Lunenburg (Canada)
Lunenburg is een Canadese havenplaats in de provincie Nova Scotia. De plaats is in 1753 ontstaan aan de Mahone Bay. Met de naam van de plaats wordt de toenmalige koning van Groot-Brittannië en Ierland geëerd die de heerser was van het hertogdom Brunswijk-Lüneburg.

## Geschiedenis
Gedurende de Franse en Indiaanse Oorlog zijn rondom Lunenburg diverse forten gebouwd ter bescherming tegen Franse oorlogsschepen en invallen van indianen. Deze forten werden bemand door Britse soldaten uit Massachusetts. In de loop der tijd is Lunenburg veranderd van een belangrijke zeehaven met een scheepsindustrie naar een plaats met moderne industrie.
De bevolking van Lunenburg bestaat voornamelijk uit protestanten die gedurende de eeuwen naar Nova Scotia zijn verhuisd of geëmigreerd. Met name uit Zwitserland, Duitsland en Frankrijk zijn de meeste emigranten gekomen.

## Foto's

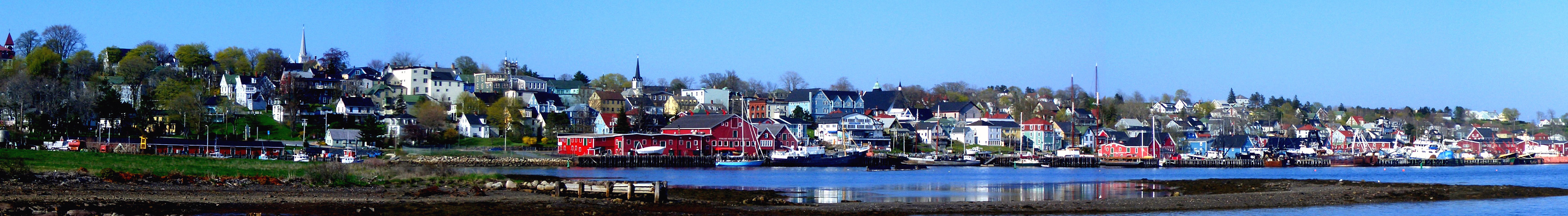
Panorama van Lunenburg.

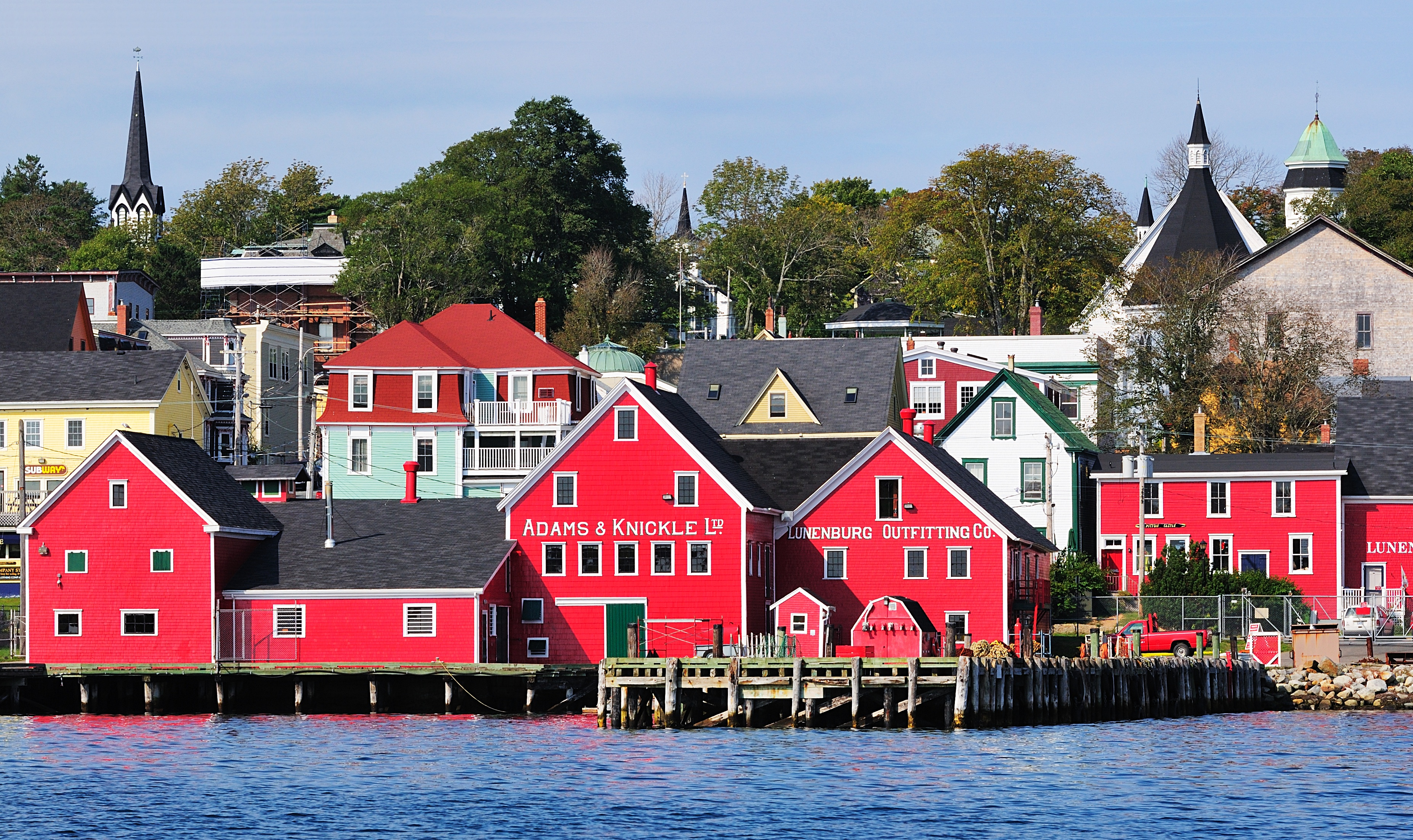
Haven van Lunenburg
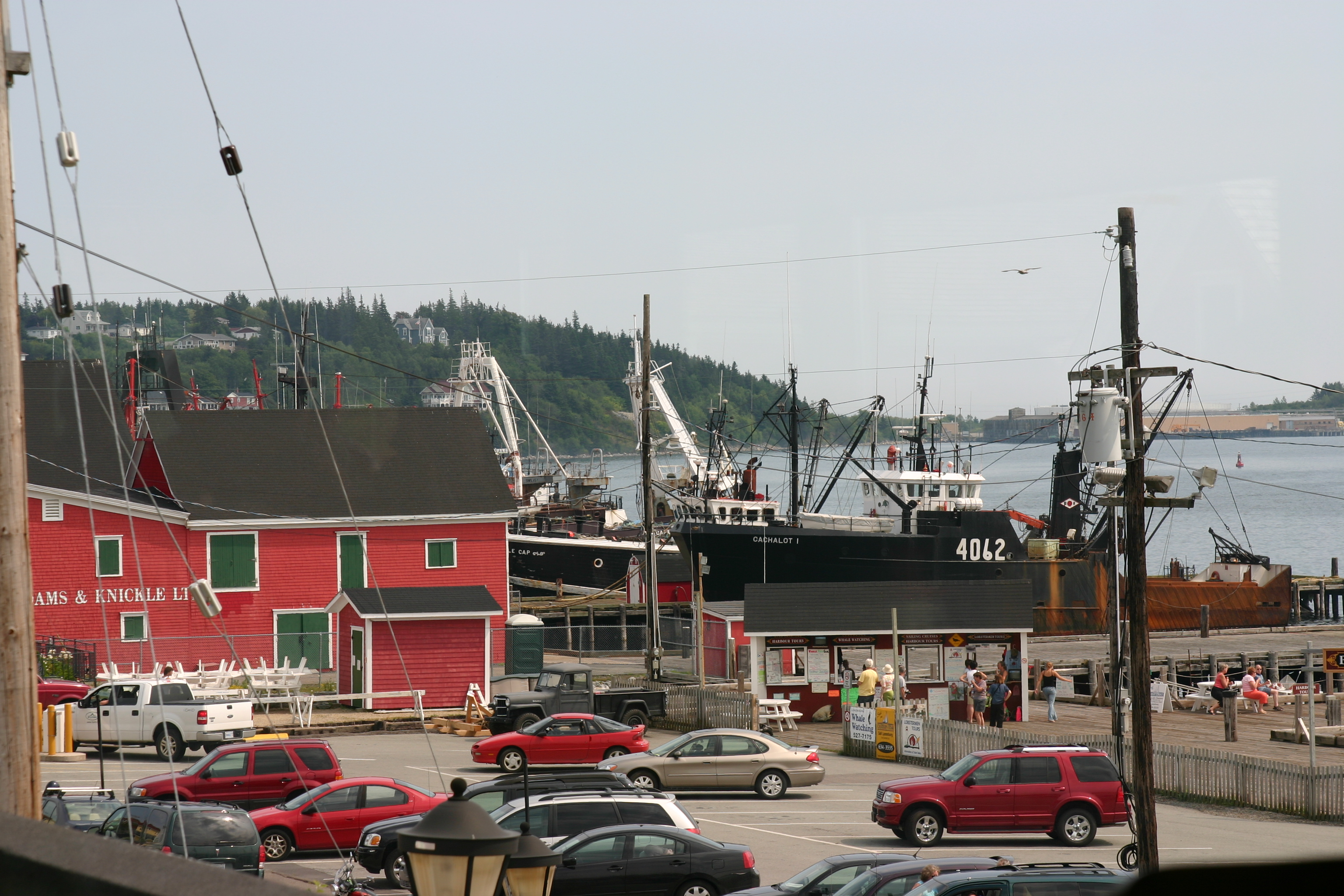
Andere zijde van de haven.
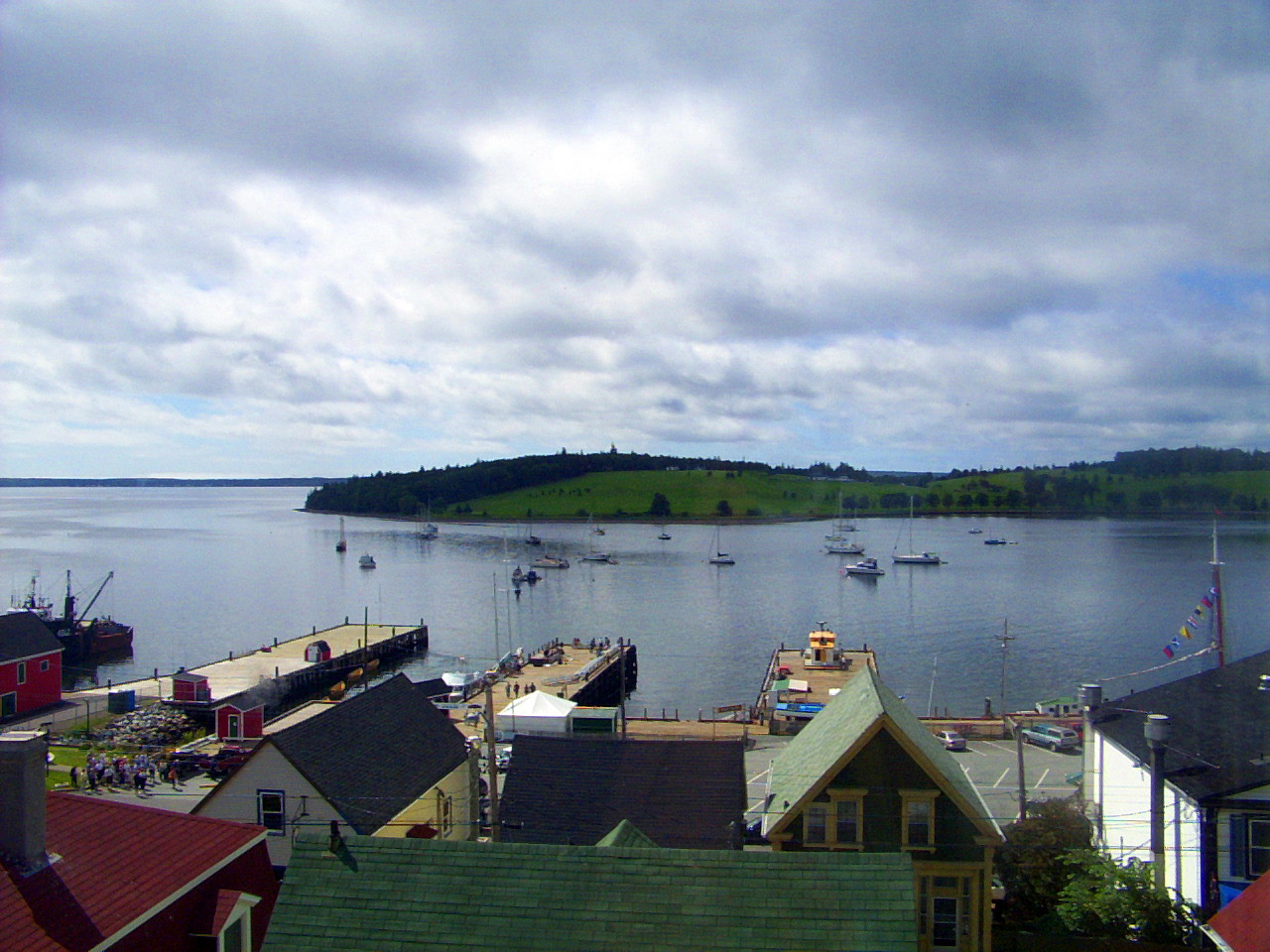
Blik op de Mahone Bay.
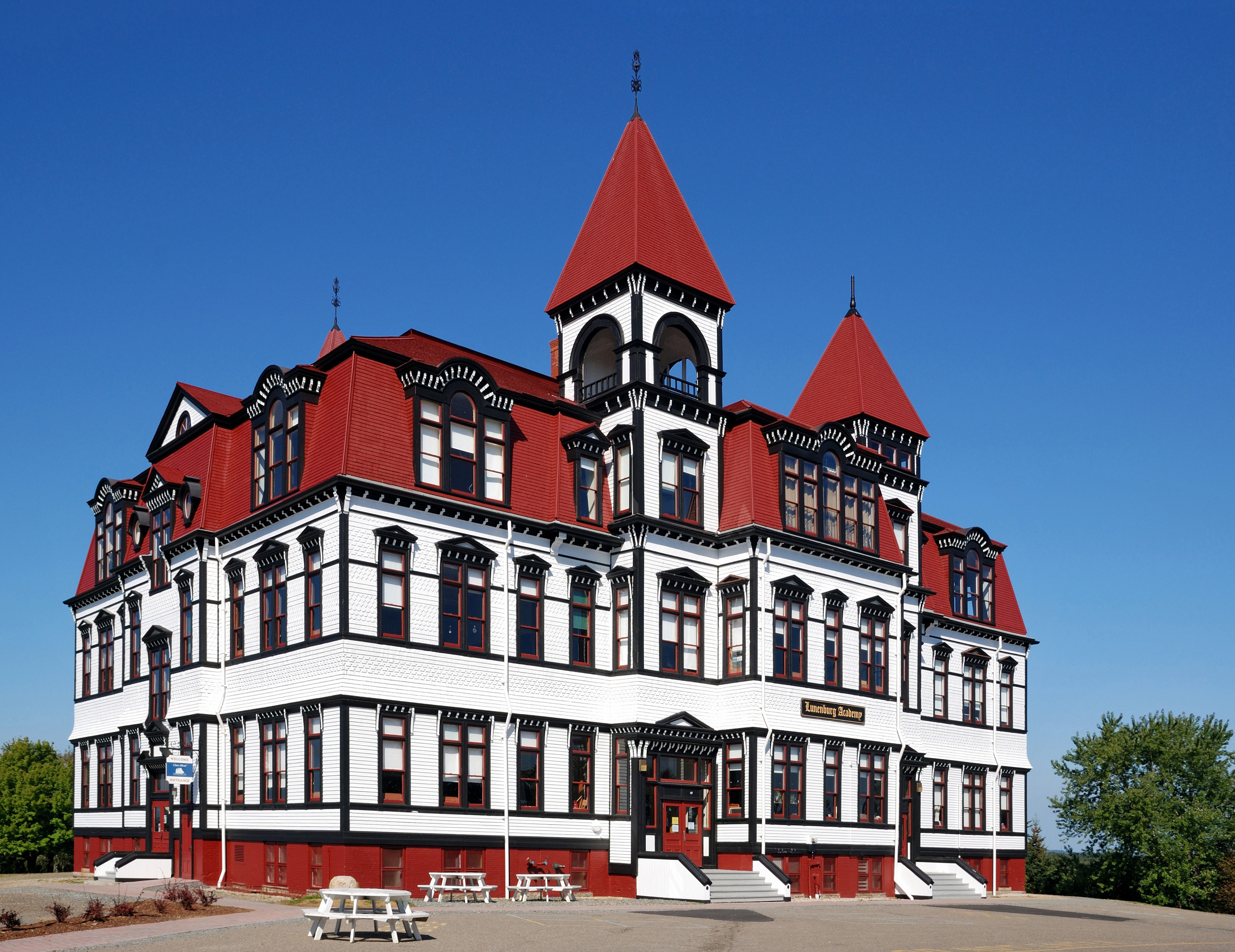
Lunenburg Academy
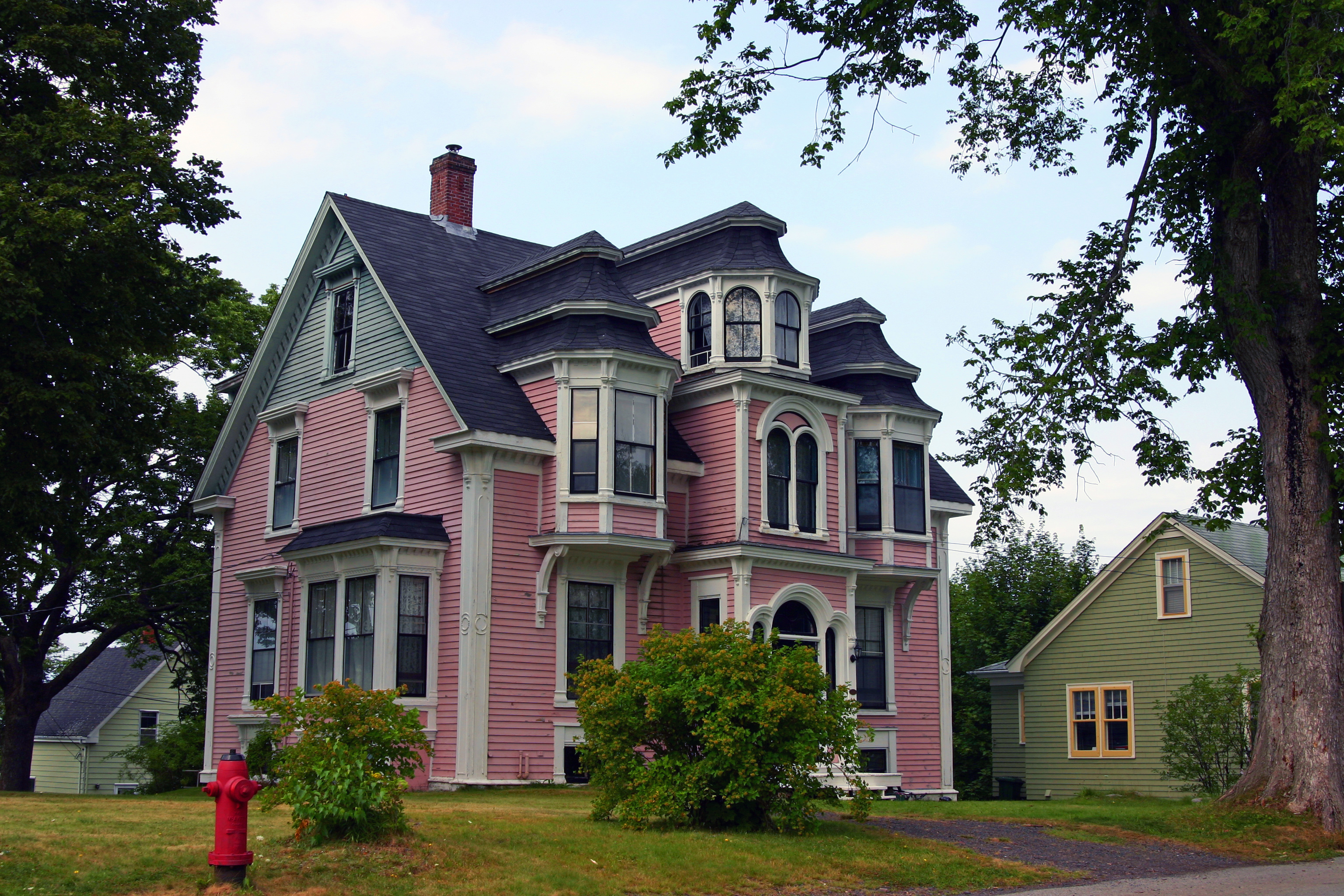
Huis in Lunenburg
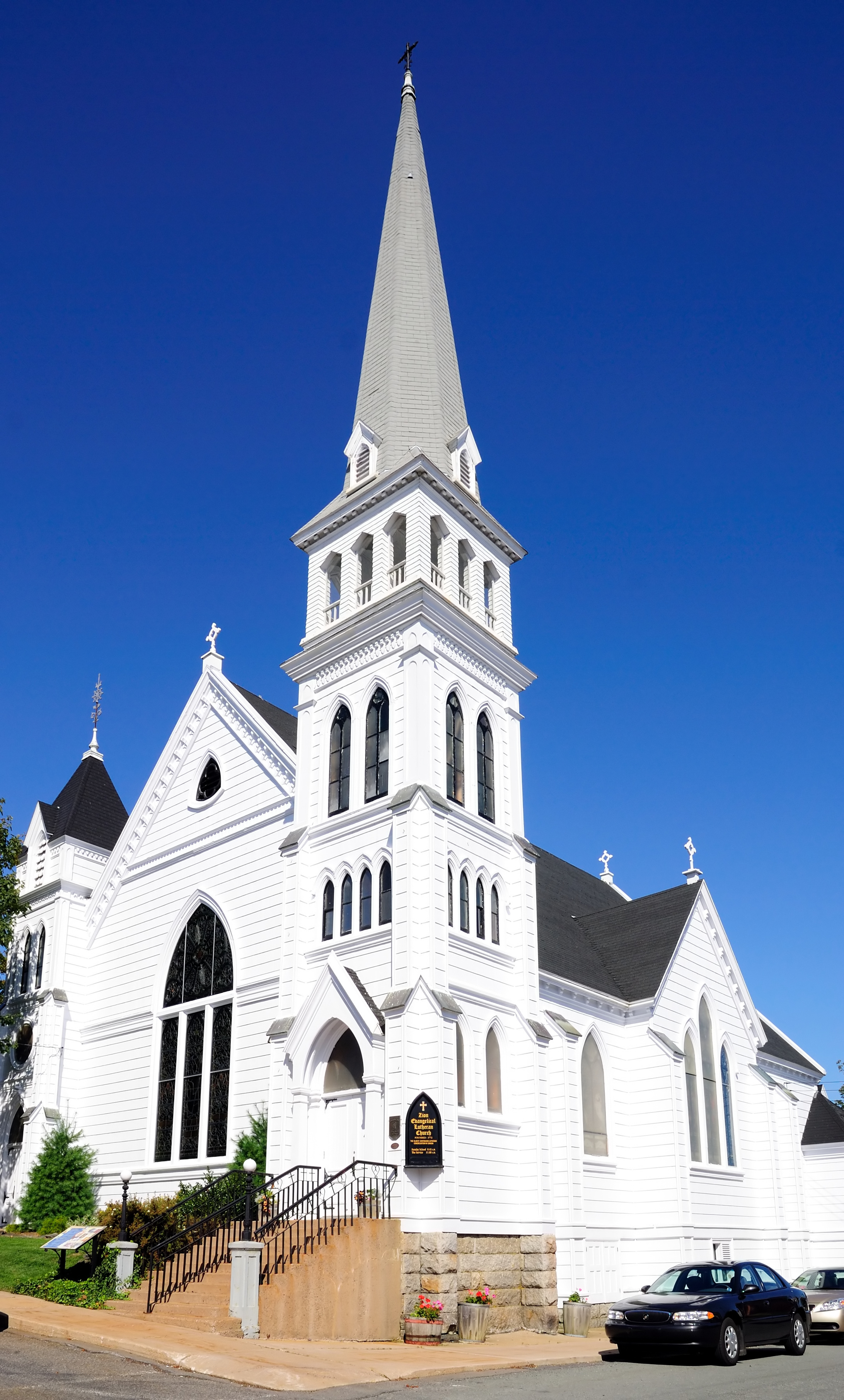
Zion Lutherse kerk
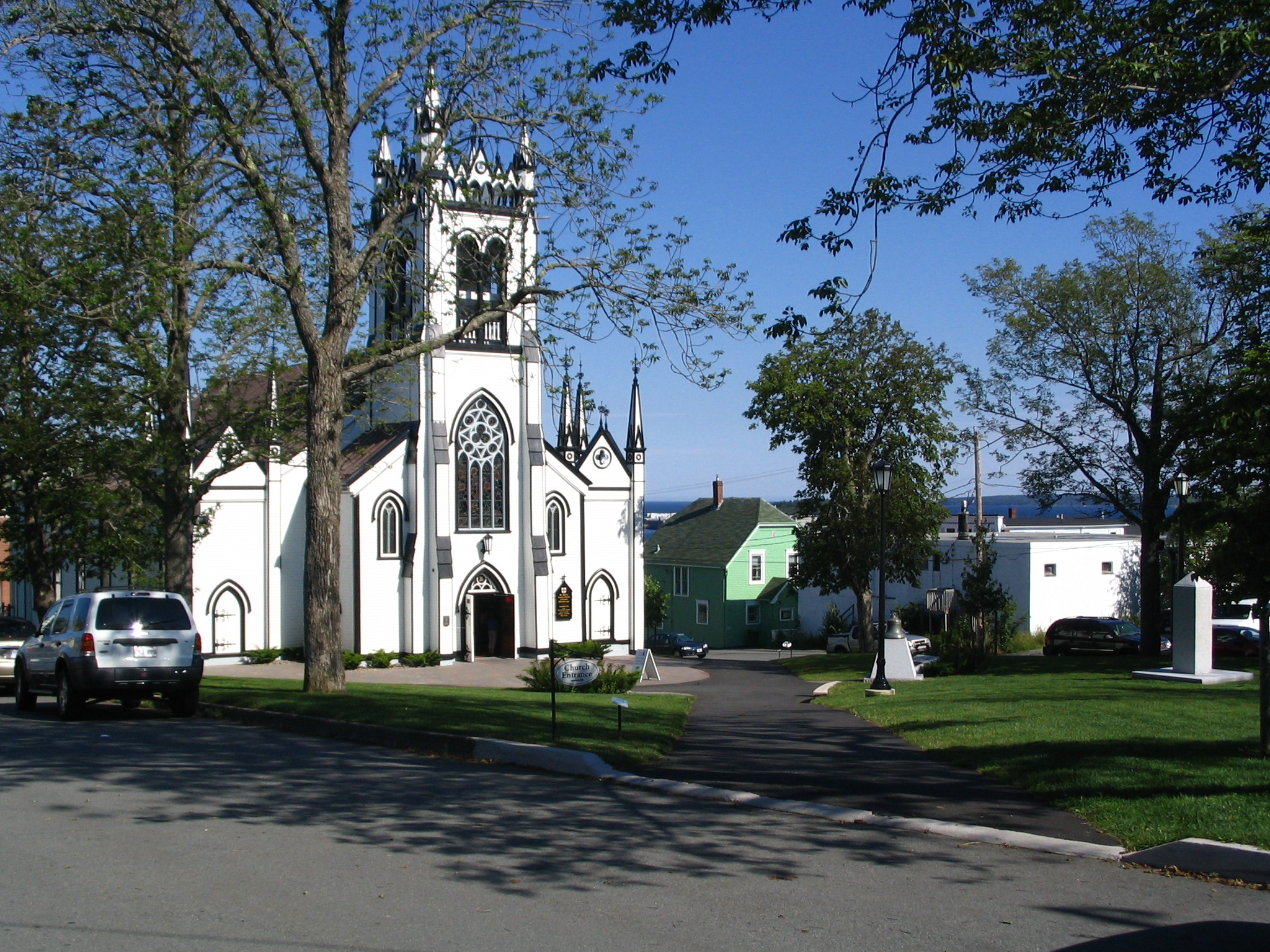
St. John's Anglicaanse Kerk
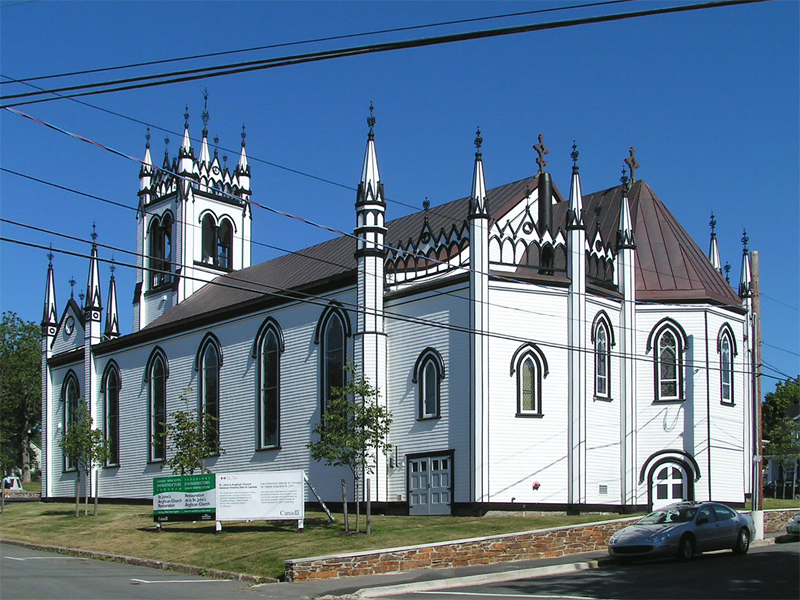
St. John's Anglicaanse Kerk

Anticosti · Dinosauruspark · Grand Pré · Gros Morne · Gwaii Haanas en Haida (Ninstints) · Head-Smashed-In Buffalo Jump · Fossielkliffen van Joggins · Kluane, Wrangell-St. Elias, Glacier Bay en Tatshenshini-Alsek · L'Anse aux Meadows · Oud-Lunenburg · Miguasha · Mistaken Point · Nahanni · Pimachiowin Aki · Oud-Québec · Red Bay · Rideau Canal · Canadese parken van de Rocky Mountains · Tr'ondëk-Klondike · Waterton Glacier · Wood Buffalo · Writing-on-Stone Provincial Park
- Gemeinsame Normdatei: 4275462-8
- MusicBrainz: 424e134c-49bd-445d-812e-5df1bb0b8054
- National Archives and Records Administration: 10037619
- Virtual International Authority File: 248656913